# Jotamfabel
Die Jotamfabel (hebräisch מְשַׁל יוֹתָם) ist eine Fabel aus dem Buch der Richter, (hebräisch ספר שופטים Sefer Schoftim) des Tanach bzw. des christlichen Alten Testaments. Sie wird Jotam, dem Sohn Jerubbaals in den Mund gelegt, der sie auf dem Berg Garizim den Bewohnern von Sichem und Bet-Millo vorträgt. Die Fabel thematisiert die Legitimität des Königtums anhand von Figuren, „Bäumen“, und ist ein klassisches Beispiel für einen biblischen Apolog.

## Die Fabel
Die Fabel

„8 Einst machten sich die Bäume auf, um sich einen König zu salben, und sie sagten zum Ölbaum: Sei du unser König! 9 Der Ölbaum sagte zu ihnen: Soll ich mein Fett aufgeben, mit dem man Götter und Menschen ehrt, und hingehen, um über den anderen Bäumen zu schwanken?
10 Da sagten die Bäume zum Feigenbaum: Komm, sei du unser König! 11 Der Feigenbaum sagte zu ihnen: Soll ich meine Süßigkeit aufgeben und meine guten Früchte und hingehen, um über den anderen Bäumen zu schwanken?
12 Da sagten die Bäume zum Weinstock: Komm, sei du unser König! 13 Der Weinstock sagte zu ihnen: Soll ich meinen Most aufgeben, der Götter und Menschen erfreut, und hingehen, um über den anderen Bäumen zu schwanken?
14 Da sagten alle Bäume zum Dornenstrauch: Komm, sei du unser König! 15 Der Dornenstrauch sagte zu den Bäumen: Wollt ihr mich wirklich zu eurem König salben? Kommt, findet Schutz in meinem Schatten! Wenn aber nicht, dann soll vom Dornenstrauch Feuer ausgehen und die Zedern des Libanon fressen.“

Dem Ölbaum, dem Feigenbaum und dem Weinstock wird angeboten, König zu werden, und alle drei lehnen nacheinander ab, sodass die Königswürde dem Dornenstrauch angetragen wird.
Charakteristisch für diese Fabel ist, dass sie auf eine theologische Argumentation oder ein göttlich legitimiertes Urteil verzichtet und vielmehr „profan“ argumentiert. JHWH kommt nicht vor, stattdessen werden – sehr ungewöhnlich im Alten Testament – „Götter und Menschen“ mehrfach in einem Atemzug genannt.

## Einordnung in den Zusammenhang
Das hebräische Wort שֹׁפְטִים Schoftim, deutsch ‚die Richter‘ sind im „vorstaatlichen“ Israel keine Personen der juristischen Rechtsprechung i. e. S., sondern eine dem politisch-militärischen und dem tribalen Normensystem verpflichtete Komponente, eines Stammesführers. Die Richterzeit war eine Ära ohne zentrale Führung, etwa einer dem Königtum entsprechenden politischen Funktion. Diese Ära dauerte von etwa 1250 bis 1000 v. Chr. an. Mit der zunehmenden Bedrohung durch verschiedene Gruppen, vor allem die der Philister, begannen die israelitischen Stämme wahrscheinlich, den Bedarf an einer zentralen Autorität zu erkennen.
Das neunte Kapitel des Richterbuchs (Ri 9 ) beschreibt die Zeit, als Abimelech Richter von Israel war. Er stammte aus dem Stammesgebiet der Mannasee. Davor hatte sein Vater Gideon (mit dem Beinamen „Jerubbaal“, Ri 6,32 ), ebenfalls
ein Manassit, dieses Amt inne. Seine Mutter war sichemitischer Herkunft. Mittels eines Bündnisses mit den Sichemiten töte Abimelech die männlichen Angehörigen der Jerubbaal-Sippe und ließ sich zum Stadtkönig von Sichem ausrufen. Nach einigen Querelen bezüglich des Königsitzes kam es zum Zerwürfnis.
Abimelech gelang es, die Bevölkerung des Stadtstaates Sichem, (hebräisch שְׁכֶם šəkhæm) dazu zu bewegen, statt der Herrschaft von „siebzig Männern“ (Ri 9,2 ) ihn als alleinigen Führer einzusetzen. Dazu gaben sie ihm siebzig Silberstücke aus der Tempelkasse des „Baal des Bundes“, des Stadtgottes von Sichem, womit Abimelech sich eine Söldnertruppe anheuerte. So überfiel er Ofra, (hebräisch עָפְרָה ‘åfrāh) den Herkunftsort seines Vaters Gideon/Jerubbaal, um die führende Familie, seine eigene Verwandtschaft, umzubringen. Daraufhin wurde er von den Bewohnern von Sichem und Bet-Millo, (hebräisch בֵּית מִלֹּוא bêt millô’) zum König gekrönt.
Einzig Jotam, der jüngste Sohn, überlebte den Mordzug Abimelechs an seiner Familie, da er sich versteckt hatte (Vers 5, Ri 9,5 ). Nachdem er von dessen Königskrönung erfährt, hielt er der Bevölkerung „auf dem Gipfel des Berges Garizim […] mit erhobener Stimme“ (Vers 7, Ri 9,7 ) eine Rede (Verse 8–20, Ri 9,8-20 ), die mit der Erzählung dieser Fabel beginnt. An diese schließt sich eine Mahnung an: Wenn es treu, redlich und dem Vater Jerubbaal und dem (ausgelöschten) Haus gebührend war, Abimelech zum König zu machen, so haben Volk und König aneinander Freude, andernfalls gehe vom Volk und von Abimelech Feuer aus, welches sie gegenseitig verzehre.
Im Anschluss an seine Rede flieht Jotam „vor seinem Bruder Abimelech nach Beer“ (Vers 21, Ri 9,21 ), um sich dort niederzulassen.
Nachdem Abimelech drei Jahre lang über Israel geherrscht hatte, „sandte Gott einen bösen Geist zwischen Abimelech und die Bewohner von Sichem, sodass die Bewohner von Sichem von Abimelech abfielen. Das Verbrechen an den siebzig Söhnen Jerubbaals [d. h. seinen siebzig Brüdern] sollte sich rächen; über ihren Bruder Abimelech, der sie umgebracht hatte, sollte die Strafe für das Blutvergießen kommen und ebenso über die Bewohner von Sichem, die ihm tatkräftig bei der Ermordung seiner Brüder geholfen hatten“ (Vers 23f., Ri 9,23 ): Es kommt zu einem Aufstand gegen Abimelech. Als Strafaktion zerstört er Sichem, die Stadt, die ihn zum König gemacht hatte; tausend Menschen seien dabei umgekommen (Vers 49, Ri 9,49 ).
In der nördlich von Sichem gelegenen Stadt Tebez (hebräisch תֵּבֵץ Teveṣ), die er anschließend zu erobern versucht, kommt Abimelech um: Eine Frau wirft ihm von einer Befestigungsanlage aus einen Mühlstein auf den Kopf. „Da rief er seinen Waffenträger und sagte zu ihm: Schnell, zieh dein Schwert und töte mich! Man soll nicht von mir sagen: Eine Frau hat ihn umgebracht. Der junge Mann durchbohrte ihn und er starb“ (Vers 54, Ri 9,54 ). So scheiterte das Gewaltkönigtum Abimelechs an seiner eigenen Gewalt.

## Deutung
In der kunstvoll gestalteten Fabel lassen sich zwei in der altorientalischen Königsideologie häufige Motive erkennen:
- Der König ist Frucht- und Lebensbaum für sein Volk.
- Der König schützt sein Volk und bietet ihm Schatten.

Die Pointe ist nun, dass keiner der drei Fruchtbäume die Königswürde übernehmen will, sondern ausgerechnet der Dornstrauch die Wahl annimmt und sich dabei als „Beschützer“ und „Schattenspender“ ausgibt.
Die klassische Deutung ist dementsprechend eine Kritik an der monarchischen Herrschaft: Das Königtum verspreche, was es nicht halten kann.
Wie stark die Kritik am Königswesen ist, ist allerdings umstritten. Viele Exegeten sehen in der Fabel eine sehr scharfe oder prinzipielle Ablehnung des Königtums, Martin Buber ging sogar so weit, sie als „stärkste antimonarchische Dichtung der Weltliteratur“ zu bezeichnen. Andere Deutungen gehen nicht so weit und meinen, die Fabel warne lediglich davor, für die Königswürde Ungeeignete mit dem Amt zu betrauen.

## Ursprung und Entstehungsgeschichte
Da die Jotamfabel formgeschichtlich nur beschränkt in den dargestellten Textzusammenhang passt, gehen die meisten Exegeten von einem ursprünglich selbstständig überlieferten Erzählung aus, das erst später in den (ohnehin literarisch holzschnittartigen) Zusammenhang von Richter 9 eingeflochten wurde. Nach Rüdiger Bartelmus geht ihre Entstehung auf gebildete aristokratische Kreise aus der Zeit des israelitischen Königs Jehu (ca. 841 – ca. 814 v. Chr.) zurück, die dem Königtum aufgrund ihrer negativen Erfahrungen, wie Unterdrückung und Ausbeutung, ablehnend gegenüberstanden.
Die schriftliche Fixierung und redaktionelle Bearbeitung erfolgte etwa im 6. bis 5. Jahrhundert v. Chr., in der exilischen oder postexilischen Periode, also nach dem babylonischen Exil (um 586 v. Chr.) und während oder nach der Rückkehr der Juden aus dem Exil.